# Schommel
Een schommel is een speeltoestel.

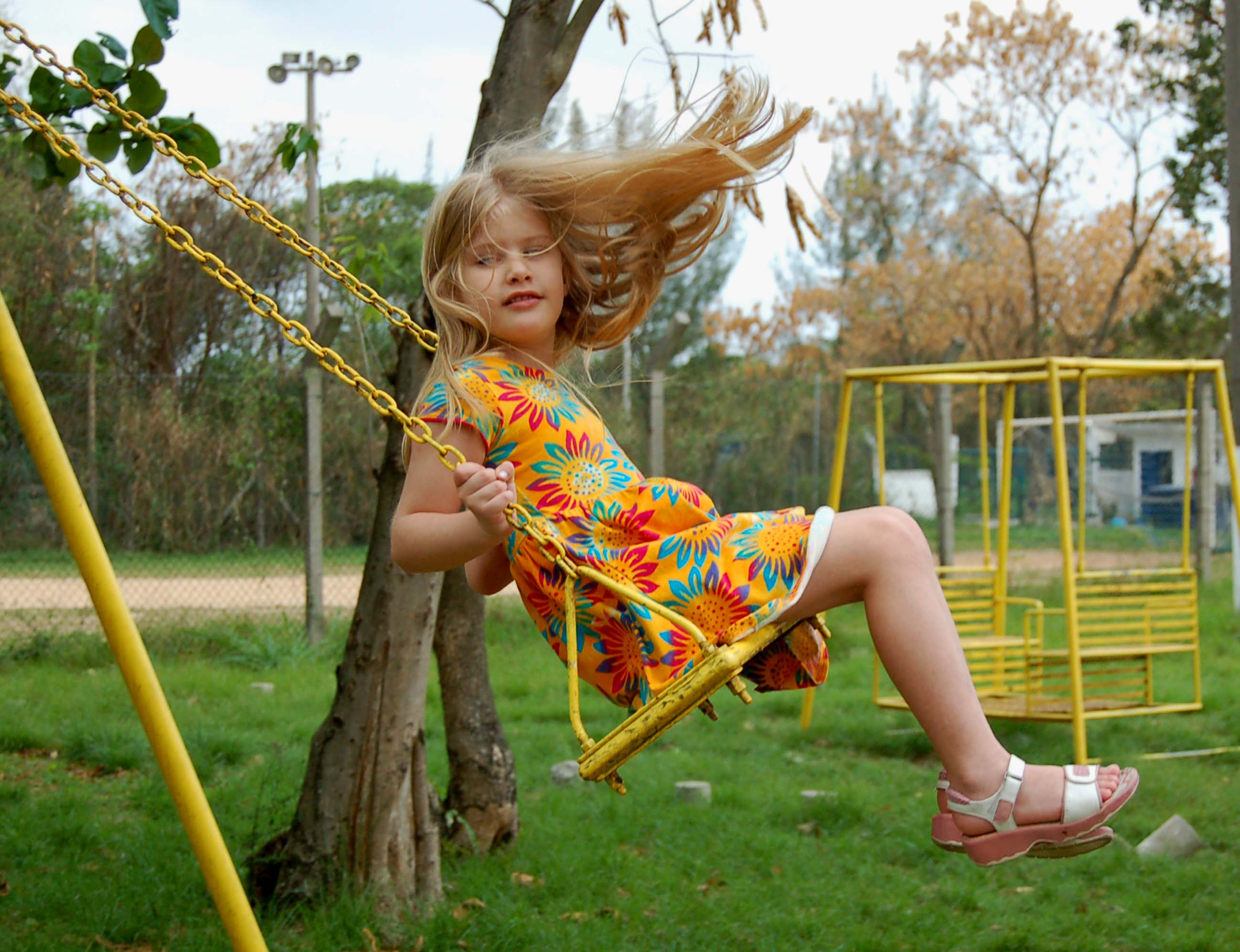
Een meisje op een schommel.

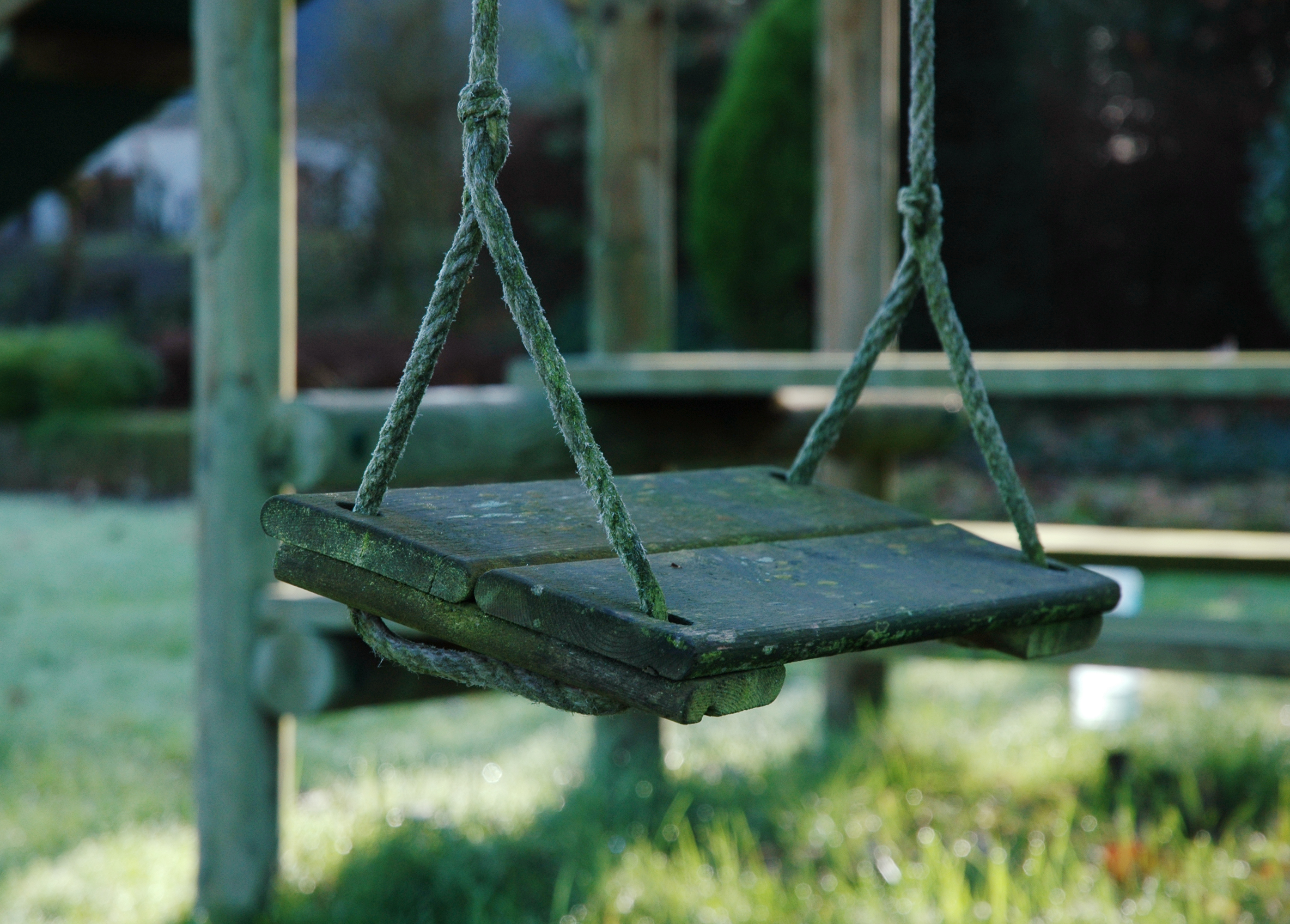
Het zitje van de schommel.

Een schommel bestaat uit een zitplank die aan weerszijden met een touw of ijzer is opgehangen. Door op een bepaalde manier met het lichaam te bewegen gaat de schommel heen en weer. Dé manier is:
- Met het bovenlichaam naar achteren hangen en tegelijk worden de benen naar voren gestoken. Hierdoor gaat de schommel naar voren.
- Dan wordt het bovenlichaam naar voren gebogen en de onderbenen onder het zitplankje. Hierdoor gaat de schommel naar achteren.

De moeilijkheid zit voornamelijk in het op gang komen. Dit kan vanuit het stilstaan, maar in het algemeen gebeurt dit door zich even achteruit af te zetten van de grond. Kleine kinderen hebben vaak moeite met op gang komen en vaak ook om op gang te blijven. Zij worden daarom "aangeduwd", dat wil zeggen geholpen.
De schommel wordt in Noord-Holland ook wel "zuzooi" of "taalter" genoemd. In Vlaanderen worden veel verschillende, streekgebonden termen gebruikt. Voorbeelden zijn "biezabijs" in de omgeving van Gent, "touter" in Antwerpen en onder meer "renne" in West-Vlaanderen.

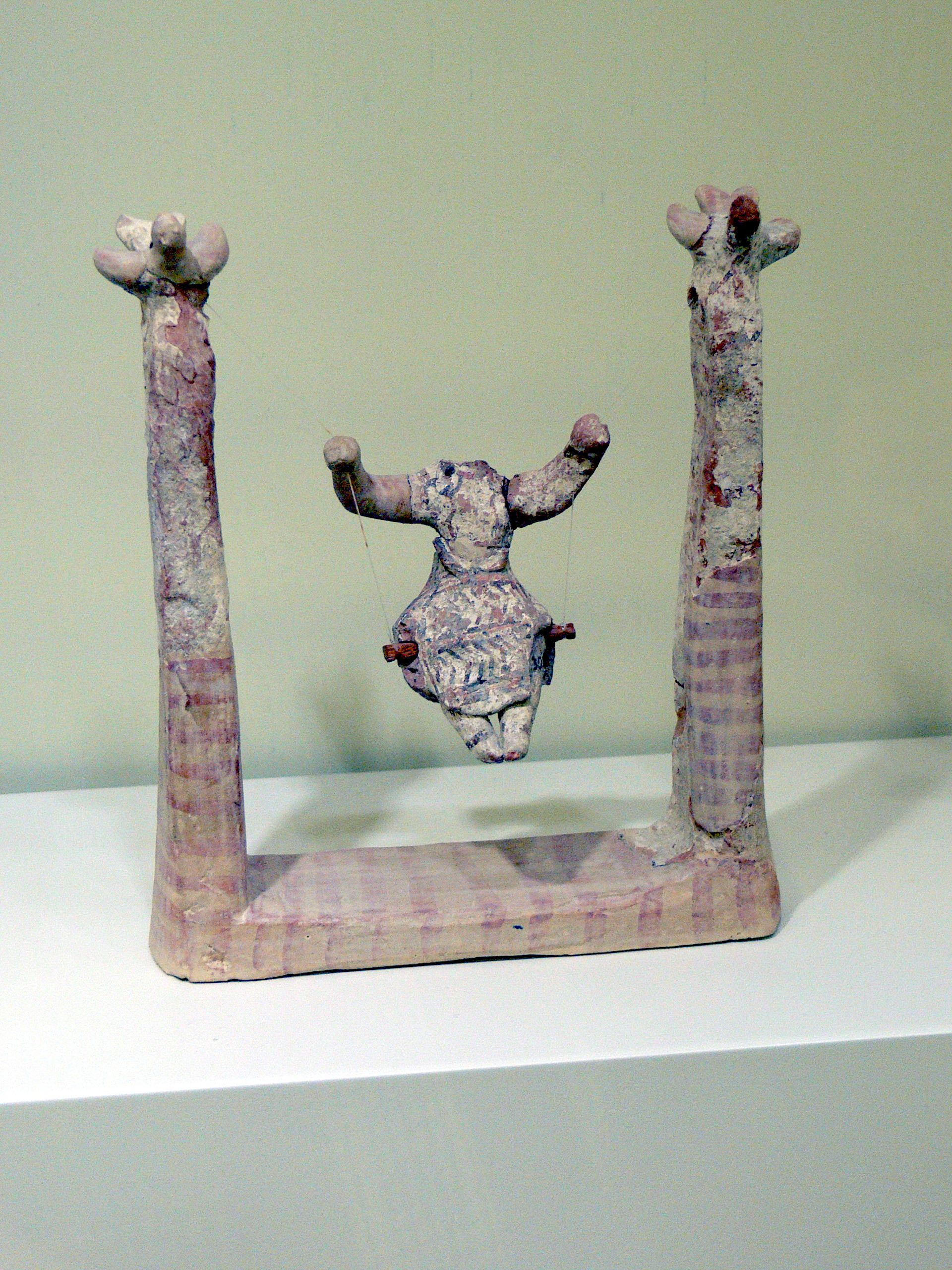
Vrouw op schommel, archeologisch museum in Herakleion (1450-1300 v.Chr.)